# Suhozid
Súhozíd (angleško dry stone, nemško Trockenmauerwerk) je gradbeni postopek, po katerem je konstrukcija izdelana iz kamnov brez kakršnega koli veziva, ki bi jih povezalo skupaj. Suhozidne strukture so stabilne zaradi svoje edinstvene konstrukcijske metode, za katero je značilna prisotnost skrbno izbranih prepletenih kamnov.
Gradnja suhozida je najbolj znana v povezavi s kamnitimi zidovi, ki se tradicionalno uporabljajo za omejevanje polj in dvorišč ali pa kot podporne stene za terasiranje, obstajajo pa tudi suhozidne skulpture, zgradbe, mostovi in druge strukture.
Umetnost suhih kamnitih zidov je bila vpisana leta 2018 na Unescov seznam nesnovne kulturne dediščine človeštva, ki prepoznava veščino suhozidne gradnje v Franciji, Grčiji, Italiji, Španiji, na Hrvaškem, Cipru, v Sloveniji in Švici.

## Zgodovina
Nekatere suhozidne konstrukcije v severozahodni Evropi so bile datirane v neolitsko dobo. Nekatere cornwalske ograje verjamejo da segajo do 5000 pred našim štetjem, čeprav se zdi, da je malo dokazov za to. V grofiji Mayo na Irskem je bil velik sistem mej na terenu izdelan iz suhozidov in pokrit s šoto in bil datiran z ogljikom do 3800 pr. n. št. Kiklopski zidovi mikenske akropole v Grčiji, so bili datirani v leto 1350 pr. n. št. in v Tirintu nekoliko prej. V Belizeju ruševine Majev v Lubaantunu ponazarjajo uporabo suhozida v arhitekturi 8. in 9. stoletja.
Debela griža pri vasi Volčji Grad je ostanek mogočnega utrjenega obroča suhozida iz obdobja bronaste in železne dobe. Njena dolžina je 290 m, širina 180 m. Z obsegom 770 m zavzema površino 4,2 ha. To jo uvršča med srednje velika gradišča.

## Lokacija in terminologija
Terminologija se razlikuje na regionalni ravni. Ko se uporabljajo kot meje med polji, suhozidne strukture pogosto poznajo kot nasipe, zlasti na Škotskem. Suhi kamniti zidovi so značilni za gorska in kraška območja po Evropi. Posebej so številni na zahodu Irske, zlasti v Connemari. Lahko jih najdemo tudi po celotnem Sredozemlju, vključno kot podporne stene za terasiranje. Takšne konstrukcije so pogoste, kadar je dovolj velikih kamnov ali pa so pogoji preostri za živo mejo, ki bi branila živino. Obstaja tisoče kilometrov takšnih zidov, večina jih je stara več stoletij.
V Združenih državah so pogoste na območjih s skalnatimi tlemi, kot so Nova Anglija, New York, New Jersey in Pensilvanija ter so pomembna značilnost regije bluegrass v osrednjem Kentuckyju in v Virginiji, kjer se običajno imenujejo kamnite ograje in doline Napa v Kaliforniji. Tehniko gradnje so v Ameriko prinesli predvsem angleški in škotski ali irski priseljenci. Tehnika je bila vpeljana tudi v Avstralijo (predvsem zahodno Viktorijo in nekatere dele Tasmanije in Novega Južnega Walesa) ter Novo Zelandijo (zlasti Otago).
Podobne zidove najdemo tudi v švicarsko-italijanski obmejni regiji, kjer se pogosto uporabljajo za obkrožanje odprtega prostora pod velikimi naravnimi balvani. Višje ležeča kamnita polja in pašniki v jugozahodnem mejnem območju Šumave na Češkem (npr. okoli gorske reke Vydre) so pogosto obložene s suhozidi, zgrajeni iz kamnov, odstranjenih z njivskih ali kulturnih površin. Uporabljajo se bodisi kot ograje za govedo oz. ovce, bodisi kot meje posesti.
V Peruju so v 15. stoletju Inki uporabljali sicer neuporabna pobočja, s tem da so gradili suhe kamnite zidove in ustvarili terase. Ta način gradnje so uporabili tudi za samostoječe zidove. Njihova konstrukcija v Machu Picchuju uporablja klasični arhitektonski slog poliranih suhih kamnitih zidov pravilne oblike. Inki so bili mojstri te tehnike, v katerih so bloki kamna razrezani tako natančno, da se tesno prilegajo brez malte. Mnogi stiki so tako popolni, da med kamne ne gre niti nož. Strukture so obstajale v potresno zelo ogroženi regiji zaradi fleksibilnosti in v primeru dvojne stene se oba dela naslanjata drug na drugega.

## Konstrukcija
Slog in način gradnje se razlikujeta glede na vrsto kamna, predvideno uporabo in lokalno tradicijo. Večina starejših zidov je zgrajena iz kamnov in balvanov, očiščenih s polj med pripravo za kmetovanje, a veliko tudi iz kamnolomov v bližini. Za sodobne zidove se skoraj vedno uporablja kamen iz kamnoloma. Vrsta zidu je odvisna od narave razpoložljivih kamnov.
Ena vrsta zidov se imenuje dvojna stena in je zgrajena z dvema vrstama kamnov vzdolž meje, ki jo je treba obzidati. Temeljni kamni so idealno postavljeni v tla, da se čvrsto držijo podzemlja. Vrste so sestavljene iz velikih kamnov, ki se manjšajo z višino. Manjše kamne se lahko uporablja kot zapore na območjih, kjer je oblika naravnega kamna bolj zaokrožena. Stene so zgrajene do želene višine po plasteh, v intervalih pa so postavljeni veliki vezni kamni ali kamni, ki pokrivajo obe strani zidu. Ti imajo učinek vezanja, kar močno poveča moč stene. Zmanjševanje širine stene z višino, močno krepi steno. Praznine med večjimi kamni se zapolnijo z manjšimi kamni.
Končni sloj na vrhu zidu je sestavljen iz velikih kamnov in so po celotni širini zidu da preprečujejo razpadanje. Lahko so kamni na vrhu postavljeni rahlo širše od zgornjega dela zidu (pokrivni pas).
Poleg vrat ima zid lahko manjše namerno zgrajene vrzeli za prehod ali nadzor prostoživečih živali in živine.
Balvanski zid je tip enojne stene, ki je sestavljen predvsem iz velikih balvanov, okoli katerih so postavljeni manjši kamni. Enojni zid najbolje deluje z velikimi, ploščatimi kamni. V idealnem primeru se na dnu postavijo največji kamni, celoten zid pa se zoži proti vrhu. Včasih vrsta zgornjih kamnov dopolnjuje vrh zidu z dolgo pravokotno stranjo vsakega kamna, pravokotno na poravnavo zidu.
Galloway dyke je tip zidu, sestavljen iz podlage za dvojno steno ali večjih balvanov z enostensko konstrukcijo. Te tako imenovane nasipe (dyke) najpogosteje najdemo na lokacijah z izjemno močnimi vetrovi, pri katerih bi bila trdna stena ogrožena. Porozna narava stene bistveno zmanjša silo vetra, vendar potrebuje večjo pozornost pri gradnji. 
Različne regije so naredile manjše spremembe splošne metode gradnje - včasih zaradi omejitev razpoložljivega gradbenega materiala, pa tudi ustvarjanja videza, ki je značilen za to področje. Ne glede na to, katera metoda se uporablja za izgradnjo suhozida, je potrebnega precej znanja. Popravljanje napak vedno pomeni razstavljanje do narejene napake. Izbor pravilnega kamna za vsak položaj v steni pomeni ogromno razliko za življenjsko dobo končnega izdelka.
Kot pri mnogih starejših obrtnikih so danes izkušeni zidarji redki. S prihodom sodobne žične ograje so mogoče ograje z veliko manj časa in stroškov; vendar je začetni strošek suhozidov izravnan s trdnostjo in posledično dolgo življenjsko dobo vzdrževanja. Zaradi naraščajočega spoštovanja do pokrajine in vrednosti dediščine suhozidov, je povpraševanje po zidarjih, kot tudi zidovih, veliko.

## Druga uporaba
Medtem ko tehniko suhozida navadno uporabljamo za ograje, je bila uporabljena tudi za stavbe. Tradicionalna črna hiša na Highland je bila zgrajena z dvostopenjsko metodo suhozida. Ko so stavbe zgrajene po tej metodi, je sredina stene navadno napolnjena z zemljo ali peskom, da se onemogoči prepih. V železni dobi in morda prej je bila tehnika uporabljena tudi za gradnjo utrdb, kot so obzidja gradov (grad Eketorp - Öland, Švedska, grad Maiden, severni Yorkshire, Reeth, grad Dunlough na Irskem in obzidje Long Scar Dyke).
Suhozide se lahko gradi namesto nasipov ali celo za navpične terase. Če so podvrženi bočnemu tlaku zemlje, so podporni zidovi gravitacijske stene. Teža kamnov je odporna proti tlaku zadržane zemlje, vključno z morebitnimi dodatki, trenje med kamni povzroča, da večina od njih deluje kot monolitna gravitacijska stena enake teže. Zaščitne stene iz suhega kamna so bile včasih zgrajene v velikem številu za kmetijske terase in tudi za prenos poti, cest in železnic. Čeprav se suhozid danes redko uporablja za te namene, so mnogi še vedno v uporabi in se vzdržujejo. Nove so pogosto gradi v vrtovih in naravovarstvenih območjih. Še naprej so predmet raziskav. 
Vsaj v srednjem veku so zgradili nekaj mostov, ki so lahko prenašali težo konj ali tovora in so uporabljali tehniko suhozida. Primer dobro ohranjenega mostu te vrste je dvojni obokan most iz apnenca v Albyju na Švedskem na otoku Öland.
V severovzhodni Somaliji, na obalni ravnici 20 km proti vzhodu do Aluula so ruševine starodavnega spomenika. Struktura je oblikovana ploščad s pravokotnim nizkim suhozidom; vmesni prostor je napolnjen z ruševinami in ročno pokrit z majhnimi kamni. Relativno veliki stoječi kamni so nameščeni na vogalih zgradbe. V bližini ploščadi so grobovi, ki so izdolbeni v kamnih. 24 m s 17 m velika, je struktura največja od niza starodavnih ploščadi v severovzhodni Somaliji. 
V Veliki Britaniji, na Irskem in v Švici je mogoče najti majhne suhozidne strukture (možic, ki so zgrajene kot znaki, označujejo planinske poti ali meje lastnine. V mnogih državah se možici, kot jih tudi imenujejo, uporabljajo kot označevalci cest in gorskih vrhov.

## Galerija
- Suhozid z oknom v Bignascu, Švica
- Dodajanje suhozida, da bi prostor pod veliko skalo spremenili v funkcionalno stavbo v bližini Bignasca, Švica
- Ograja iz lokalnega apnenca v osrednjem Kentuckyju
- Suhozid z odprtino za ovce, Dartmoor, VB
- Suhozid dyke, Tweeddale, Škotska
- Kamnite terase, izdelane s tehniko suhozida, North Carolina